# Prêmio Emmy de Tecnologia e Engenharia
O Prêmio Emmy de Tecnologia e Engenharia (no original em inglês: Technology & Engineering Emmy Award) é entregue pela Academia Nacional de Artes e Ciências Televisivas (NATAS) a excelência no desenvolvimento técnico ou de engenharia na televisão. O prêmio pode ser apresentado a um indivíduo, empresa, ou uma organização científica ou técnica em reconhecimento pelo seu avanço e/ou contribuições em aspectos tecnológicos e de engenharia televisivos, que afetem materialmente a transmissão, gravação, ou a recepção da industria na TV.